# Villa Triste

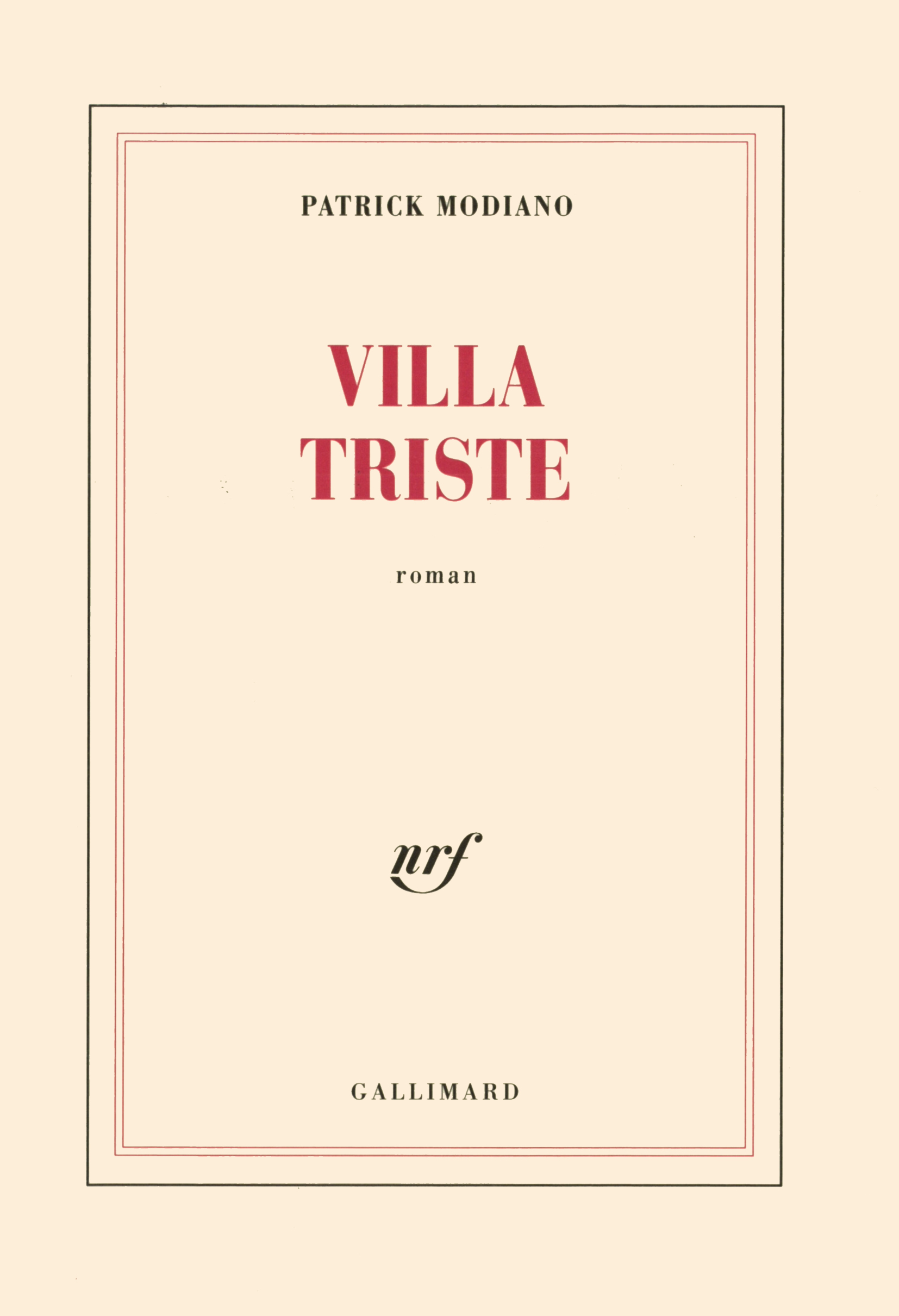

Villa Triste ist ein Roman des französischen Schriftstellers Patrick Modiano. Er erschien im Jahr 1975 in der Programmreihe Collection Blanche der Éditions Gallimard. Die deutsche Übersetzung von Walter Schürenberg erschien 1977 im Ullstein Verlag. Später wurde der Roman in verschiedenen Ausgaben, weiterhin in der Übersetzung Schürenbergs, im Suhrkamp Verlag wiederveröffentlicht, darunter zeitweilig auch unter dem Titel einer Verfilmung des Romans durch Patrice Leconte: Das Parfum von Yvonne. Neuere Ausgaben tragen wieder den ursprünglichen Titel Villa Triste.

## Inhalt
Zwölf Jahre sind vergangen, seit der Erzähler Anfang der 1960er Jahre in einem französischen Seeort in der Nähe der Schweiz ein paar Sommermonate verbracht hat. Er war der aufgeladenen Atmosphäre in Paris am Ende des Algerienkrieges entflohen und hatte hier Ruhe gesucht. In einer kleinen Pension hatte er sich eingemietet und „provisorisch den Namen Victor Chmara zugelegt“, „Graf Victor Chmara“ sogar. Er lernte die junge Schauspielerin Yvonne Jacquet kennen, verliebte sich in sie und lernte durch sie wiederum den etwas älteren homosexuellen Arzt Dr. René Meinthe kennen.
Es ist eine trügerische Harmlosigkeit, die über dem Treiben am Ort liegt. Der Regisseur des Films, der für Yvonne das Debüt ihrer Karriere bedeutet, gibt eine Party, die abrupt „eine andere Wendung“ nimmt, als manche Teilnehmer alle Hemmungen fallen lassen. Höhepunkt des Sommers ist ein bizarrer Wettbewerb um den „Coupe Houligant ... eine Art Wettbewerb in Eleganz“ – aufsehenerregende Automobile, Damen in kostbarster Kleidung, alles hochelegant dargeboten. Gewinner sind Yvonne und ihr Chauffeur Dr. Meinthe. Beim anschließenden Empfang können Feindseligkeiten eine Weile unterdrückt werden, bis der notorische Frauenheld Daniel Hendrickx eifersüchtig fragt, wann Yvonne und Victor heiraten wollten, und Victor entgegnet: „Sobald dieses dreckige französische Scheißnest hinter uns liegt.“
Mehr und mehr rückt die Figur jenes Dr. René Meinthe in den Vordergrund der Erinnerungen des Erzählers. In dessen Villa verbringen Victor und Yvonne ihre Zeit in einer „köstlichen Apathie“, wenn Meinthe sich gerade einmal wieder in Genf aufhält: „Alles um uns schwebte. Wir schalteten nicht einmal das elektrische Licht ein, als die Nacht herabsank.“ Es gibt eigenartige Telefonanrufe, „nach Mitternacht“: „Hallo, hier Henri Kustiker. Hören Sie mich?“ – Und einmal haben sie, Victor und Yvonne, miterlebt, wie zwei Männer einen dritten, „dessen Gesicht blutüberströmt war“, in Meinthes Haus zerrten. Alles bleibt ohne Erklärung, aber der Erzähler ahnt, dass Meinthes Verabredungen in Genf irgendetwas mit dem Algerienkrieg zu tun haben. „Agenten aller Art. Polizeispitzel auf beiden Seiten.“
Auf dieses ganze sonderbare Ambiente blickt der Erzähler mit dem Abstand von zwölf Jahren zurück. Der Auslöser für das Erwachen seiner Erinnerungen wird erst kurz vor dem Ende des Romans mitgeteilt: Eine Zeitungsmeldung, auf die er – längst wieder in Paris lebend – gestoßen war: „Ein Arzt aus A..., Monsieur René Meinthe“ hat Suizid begangen.

## Hintergrund

### Der Titel
Auf „die hölzerne Eingangstür“ zum Garten des von ihm bewohnten Hauses hatte René Meinthe geschrieben: „VILLA TRISTE“ – in wörtlicher Übersetzung also zunächst einmal „traurige“ oder vielleicht „niederdrückende Villa“. Aber der Romantitel deutet – im Buch selbst unausgesprochen – auf mehr. In der Zeit des Faschismus in Italien wurden als „Villa Triste“ die Gebäude bezeichnet, in denen von Spezialeinheiten der Miliz „politische Gefangene verhört, barbarisch gefoltert und viele von ihnen ermordet wurden“.

### Ort und Zeit
„Ein berühmter Badeort ... am Ufer dieses Sees ... im savoyischen Oberland“. Aber welcher See ist es? – Ein Sommer „zu Anfang der sechziger Jahre“. Aber welches Jahr war es?
Patrick Modiano wendet ein eigenartiges Verfahren an, um die Dinge bewusst im Vagen zu belassen: Er gibt akribisch präzise Hinweise, die einander jedoch widersprechen.
Ortsnamen wie Veyrier-du-Lac und andere weisen eindeutig auf den Lac d’Annecy. Aber wieso heißt es dann „die verschwommenen Lichter der Schweiz am anderen Ufer des Sees“ ? Beide Uferseiten des Lac d’Annecy liegen in Frankreich. – Modiano selbst besuchte vom September 1960 bis zum Juni 1962 ein Internat in der Nähe von Annecy, wo er auch das erste Abitur-Examen (premier baccalauréat) bestand. In einem Gespräch mit der Zeitung Libération sagte er später: „Wie immer bei mir ist (das Buch) mit einem Abschnitt meines Lebens verbunden, in diesem Fall mit einer Zeit, in der ich in Internate in Haute-Savoie geschickt worden bin. Ich muss etwa dreißig Jahre alt gewesen sein, als ich dieses Buch schrieb. Aber, wie man leicht erkennt, es hat etwas Traumhaftes, Traumwandlerisches. Bei einigen Büchern fiel es mir schwer, sie zu schreiben, aber nicht so bei diesem; es ging ziemlich schnell, weil es einen bestimmten Ort gab.“
Und das genaue Jahr, auf das die Erinnerungen „Victor Chmaras“ zurückgehen? Einmal heißt es: „Es war ungefähr zu der Zeit, da Marilyn Monroe von uns ging.“ Ein anderes Mal wird der Tod Errol Flynns erwähnt, von dem „Victor Chmara“ in einer Zeitschrift liest. Errol Flynn starb 1959, Marilyn Monroe 1962.

### „Victor Chmara“?
Wenn der Erzähler auch behauptet, er habe geglaubt, sich „diesen Namen ... ausgedacht zu haben“, der Autor Patrick Modiano war auf den Namen Chmara ganz sicher schon gestoßen – Gregori Chmara, ein aus der Ukraine stammender und seit Mitte der 1930er Jahre in Paris lebender Schauspieler.

## Rezeption
In den ersten Rezensionen des Buches, des vierten Romans von Patrick Modiano, wurde zunächst festgestellt, dass es (nach La place de l’étoile, La ronde de nuit (Abendgesellschaft) und Les boulevards de ceinture (Außenbezirke)) dessen erstes war, das als zeitlichen Rahmen nicht die deutsche Okkupation hatte, das aber mit seiner Handlung wiederum mehr als zehn Jahre in die Vergangenheit ging.
Einen Eindruck der zeitgenössischen Rezeption vermitteln Zitate aus zwei unmittelbar nach Erscheinen des Romans verfassten Rezensionen, die beide das niemals Eindeutige bei Modiano thematisieren:
„Das ganze Wunder und das Talent Modianos beruht auf der Tatsache, dass er ‚in seinem Interesse für französische Familien‘ keine Wahl zwischen Liebe oder Hass trifft. Seine Verachtung für ‚dieses dreckige französische Scheißnest‘ wird nuanciert allein schon durch seine Nachsicht gegenüber solch ‚süßen Namen wie Coudreuse oder Gerbault‘. Er kann sich schlichtweg nicht entscheiden, ob er das symbolische Geräusch der Tennisbälle ‚albern und eintönig‘ oder ‚gedämpft und beruhigend‘ finden soll.“
„Eine liebenswerte Sache an diesem Buch ist, dass die Zeit nicht wirklich angehalten wird. Ich habe mehr als einmal gehört, dass Modiano ‚retro‘ sei. Aber das stimmt nicht. Er ist genauso wenig ‚retro‘ wie ‚anticipo‘ (der Zeit voraus). Sicher, die Geschichte von Villa Triste spielt vor allem während des Algerienkrieges, an der Schweizer Grenze, in einem kleinen französischen Ort, in dem sich ein junger Mann versteckt hält. Aber die Wahrnehmung dieses kleinen Ortes – sie gleicht oft einer Fata Morgana.“

## Auszeichnung
Der Roman wurde 1976 mit dem französischen Literaturpreis Prix des Libraires ausgezeichnet.

## Verfilmung
Patrice Leconte: Le Parfum d’Yvonne (1994).

## Ausgaben
- Patrick Modiano: Villa Triste. Éditions Gallimard, Paris 1975, ISBN 978-2-07-029204-2.
- Patrick Modiano: Villa Triste. Ullstein Verlag, Frankfurt am Main 1977, ISBN 3-550-06270-2.
- Patrick Modiano: Villa Triste. Suhrkamp Taschenbuch Verlag, Berlin 2014, ISBN 978-3-518-46616-2.